# Countdown (álbum)
Countdown é o primeiro álbum de estúdio japonês do grupo sul-coreano EXO. Foi lançado em 31 de janeiro de 2018 pela Avex Trax. O álbum contém faixas japonesas lançadas anteriormente, juntamente com quatro músicas novas, incluindo o single "Electric Kiss".

## Lançamento
Em 4 de novembro de 2017, EXO foi anunciado para lançar seu primeiro álbum de estúdio japonês em 24 de janeiro de 2018. Antes do lançamento do video musical para "Electric Kiss", o EXO compartilhou os clipes de teaser individuais do 18 de novembro a 25 de novembro para o próximo álbum japonês. O lançamento foi posteriormente adiado para 31 de janeiro de 2018. O Membro Lay não participou da gravação e promoção deste álbum devido a conflitos com seus horários promocionais na China.

## Promoção
EXO realizou "Electric Kiss" pela primeira vez em 26 de janeiro de 2018 no programa de televisão japonês Sukkiri. Nos dias 27 e 28 de janeiro, EXO realizou "Electric Kiss" e "Cosmic Railway" à lista definida do seu tour Exo Planet #4 - The ElyXion em Saitama.

## Desempenho comercial
O álbum estreou no topo da parada Oricon Weekly Album, fazendo de EXO o primeiro grupo internacional a ter seu primeiro álbum único e completo no Japão alcançar o número um no gráfico semanal do Oricon. Countdown também continuou em primeiro lugar na lista de álbuns diários da Oricon por três dias consecutivos após o lançamento, marcando o primeiro lugar quatro vezes no total durante a primeira semana.
De acordo com Oricon, o álbum de EXO gravou cerca de 89 mil unidades em vendas na primeira semana de lançamento.
Em 9 de fevereiro, a Recording Industry Association of Japan (RIAJ) anunciou que a Countdown vendeu mais de 100 mil cópias e recebeu uma certificação de ouro. O álbum atingiu o ponto de referência dentro de apenas dez dias de seu lançamento em 31 de janeiro de 2018.

## Lista de faixas
| N.º            | Título                                | Letras                                                | Música                                                                                    | Duração |  |
| 1.             | "Electric Kiss"                       | Junji Ishiwatari                                      | Obi Mhondere Kyler Niko Evan Berard                                                       | 3:27    |  |
| 2.             | "Coming Over"                         | Amon Hayashi (Digz Inc.)                              | Andreas Öberg Darren Smith Drew Ryan Scott Sean Alexander                                 | 3:22    |  |
| 3.             | "Love Me Right ～romantic universe～" | Oh Yoo Won Kim Dong Hyun Sara Sakurai                 | Denzil Remedios Nermin Harambasic                                                         | 3:26    |  |
| 4.             | "Lightsaber"                          | Jung Joo-hee Chanyeol MQ                              | Kenzie LDN Noise Adrian Mckinnon                                                          | 3:05    |  |
| 5.             | "Tactix"                              | Kamikaoru                                             | Hanif Sabzevari Daniel Kim                                                                | 3:43    |  |
| 6.             | "Into My World"                       | Sara Sakurai                                          | Joonathan Kettunen Daniel Kim                                                             | 3:43    |  |
| 7.             | "Lovin' You Mo"                       | Amon Hayashi (Digz Inc.)                              | Kay Avenue 52 Darren "Baby Dee Beats" Smith                                               | 3:44    |  |
| 8.             | "Drop That"                           | MQ (BeatBurger) Jae Shim (BeatBurger) Hidenori Tanaka | Justin Reinstein Wassily Gradovsky Shaun Jae Shim (BeatBurger) Andreas Öberg Maria Marcus | 3:36    |  |
| 9.             | "Run This"                            | Amon Hayashi (Digz Inc.)                              | Mark Alvin Thompson David Anthony Eames                                                   | 3:23    |  |
| 10.            | "Cosmic Railway"                      | Sara Sakurai                                          | Steven Lee Tom Hugo                                                                       | 4:38    |  |
| Duração total: | Duração total:                        | Duração total:                                        | Duração total:                                                                            | 35:55   |  |

## Desempenho nas paradas musicais
| Parada (2018)                        | Melhor posição |
| ------------------------------------ | -------------- |
| França French Download Albums (SNEP) | 126            |
| Japão (Billboard Japan)              | 1              |
| Japão (Oricon)                       | 1              |
| Estados Unidos (Top World Albums)    | 4              |

## Vendas
| País           | Vendas  |
| -------------- | ------- |
| Japão (Oricon) | 97,959+ |

## Histórico de lançamento
| Região       | Data                  | Formato             | Gravadora |
| ------------ | --------------------- | ------------------- | --------- |
| Japão        | 31 de janeiro de 2018 | CD Download Digital | Avex Trax |
| Mundialmente | 31 de janeiro de 2018 | Download Digital    | Avex Trax |